# Oligota inexspectata
Oligota inexspectata är en skalbaggsart som beskrevs av Williams 1994. Oligota inexspectata ingår i släktet Oligota, och familjen kortvingar. Arten har ej påträffats i Sverige.